# 帕拉西 (谢尔省)
帕拉西（法語：Parassy，法語發音：[paʁasi]）是法国谢尔省的一个市镇，属于布尔日区。

## 地理
帕拉西（47°13'59"N, 2°32'51"E）面积26.02 平方千米，位于法国中央-卢瓦尔河谷大区谢尔省，该省份为法国中部省份，北起卢瓦雷省，西接卢瓦-谢尔省和安德尔省，南至克勒兹省，东南接阿列省，东临涅夫勒省。
与帕拉西接壤的市镇（或旧市镇、城区）包括：莱赛克斯当日永、欧班日、昂里什蒙、梅讷图萨隆、莫罗格、苏朗日。

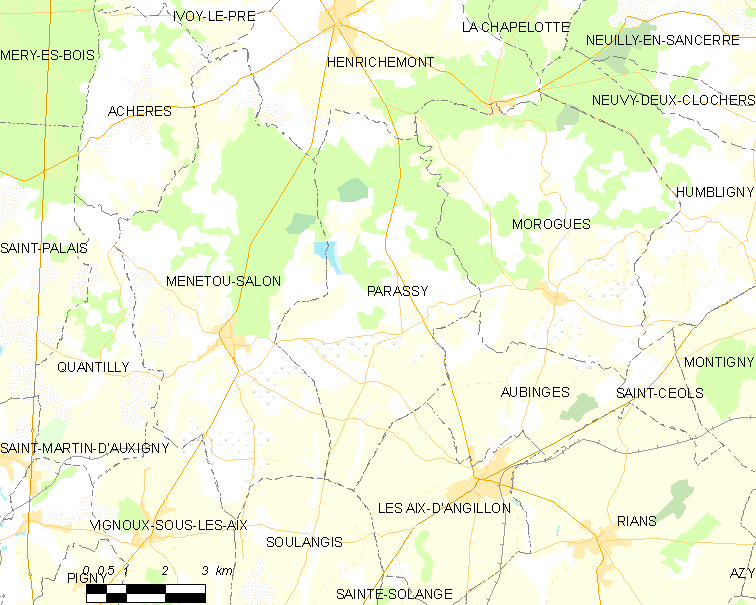
的OSM定位图

帕拉西的时区为UTC+01:00、UTC+02:00（夏令时）。

## 行政
帕拉西的邮政编码为18220，INSEE市镇编码为18176。

## 政治
帕拉西所属的省级选区为圣日耳曼迪皮县。

## 人口

1962-2008年间人口变化图示

帕拉西于2022年1月1日时的人口数量为406人。